# Wasserturm Gielsdorf

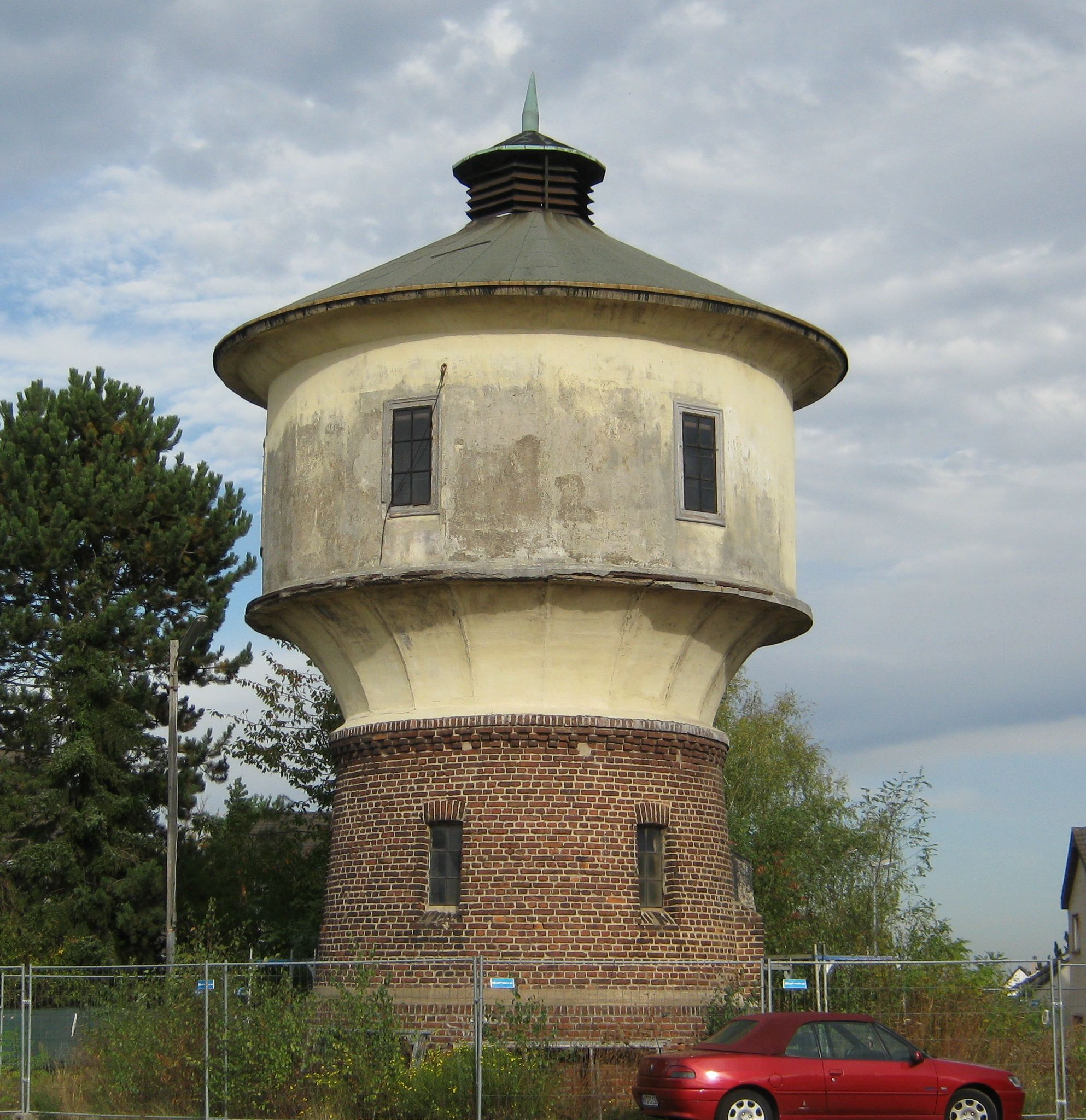
Der ehemalige, stark sanierungsbedürftige Wasserturm im Jahr 2012

Der Wasserturm Gielsdorf im Alfterer Ortsteil Gielsdorf wurde um die Jahrhundertwende errichtet. Der Backsteinturm (Adresse: Auf der Heide) ist „Zeugnis der Geschichte der öffentlichen und zentralen Wasserversorgung“ und steht unter Denkmalschutz.

## Geschichte
Der 14 Meter hohe Turm wurde um die Wende des 19./20. Jahrhunderts von den Kölner Deutzer Motorenwerken erbaut. Das Unternehmen errichtete 1907 ebenso einen etwas höheren, ansonsten aber baugleichen Turm im benachbarten Brenig. Beide Türme konnten 72.000 Liter Wasser speichern. Der Gielsdorfer Turm versorgte bis zu 1200 Haushalte. 1972 wurde er stillgelegt.
Seit der Stilllegung wurden mehrere Nutzungskonzepte für den ungenutzten Turm diskutiert, die jedoch alle nicht umgesetzt wurden, darunter die Einrichtung eines Jugendzentrums, eines Cafés, einer Taxizentrale und eines Vereinshauses. Im Jahr 2002 erwarb der Kölner Unternehmensberater Alexander Lichtenberg das Gebäude zu einem symbolischen Preis von der Gemeinde. Lichtenberg hatte bereits einige Wassertürme in Ostdeutschland und Polen sowie den Breniger Wasserturm gekauft und wirtschaftlichen Nutzungen zugeführt. Auflage des Verkaufes war die Sanierung des Wasserturms. Nach Schätzungen des Alfterer Bauamts lagen die Sanierungskosten bei 46.000 Euro; bis spätestens 2009 sollte mit den Arbeiten begonnen werden. Das Konzept des Erwerbers sah eine Sanierung des Turmes sowie den Anbau einer Wohn- und Büroeinheit vor. Der Dorfplatz sollte dafür verlegt werden; die Gemeinde stimmte zu. Nachdem auch nach einer Verlängerung der Frist bis Ende 2010 die Baumaßnahmen nicht begannen, ging die Gemeinde ab 2011 anwaltlich gegen Lichtenberg vor. Am 13. August 2013 wurde der Turm für EUR 36.000 zwangsversteigert.